# Peever
Peever est une municipalité américaine située dans le comté de Roberts, dans l'État du Dakota du Sud.
Fondée en 1898, la localité est nommée en l'honneur de F. H. Peever.
Elle est située dans la réserve indienne de Lake Traverse.

## Démographie
| 1910 | 1920 | 1930 | 1940 | 1950 | 1960 |
| ---- | ---- | ---- | ---- | ---- | ---- |
| 259  | 386  | 265  | 272  | 221  | 208  |

| 1970 | 1980 | 1990 | 2000 | 2010 | - |
| ---- | ---- | ---- | ---- | ---- | - |
| 202  | 232  | 195  | 209  | 168  | - |

Selon le recensement de 2010, elle compte 168 habitants. La municipalité s'étend sur 0,12 milles carrés (0,31 km2).